# ISBDS
International Standard Bibliografic Description (Serials), ou Descrição Bibliográfica Internacional Normalizada para Publicações Seriadas, é uma dos diferentes tipos de suportes das ISBDS, utilizados para a disseminação de informações, nesse caso corresponde ao capítulo 12 da parte I do AACR2, voltada à descrição bibliográfica para periódicos.
Norma elaborada para detalhar a descrição de publicação seriada através dos elementos indispensáveis à sua identificação, reunidos numa ordem fixa e ligados por uma pontuação padronizada. A edição preliminar da ISBD(s) foi estruturada como a da ISBD(M), mas deverá ser modificada para ficar compatível com a da ISBD(G), que são oito áreas prescritas inclusive as de edição ou publicação e de material (ou tipo de publicação) específico.
Os critérios estabelecidos para a pontuação são os mesmos da ISBD(M); usada de modo estritamente formal e para uma finalidade técnica específica; todos os elementos de cada área, exceto o título (primeiro elemento da primeira área) são precedidos de uma pontuação determinada, representada por símbolos e indica detalhadamente no início de cada área; as áreas se separam, uma das outras, por um ponto, espaço, traço, espaço (. -), a não ser que, em decorrência de uma divisão de parágrafos ou de uma disposição topográfica, estejam claramente separados por ponto final. Neste caso, o ponto, espaço, traço, espaço (.-) podem ser omitidos ou substituídos pelo próprio ponto final; os símbolos de pontuação correspondem a um sinal que indica a espécie do elemento que se segue em cada área.
Exemplo de representação de seriado:
RSR: reference services review. - - vol. 1, n°.1
	(Jan/Mar. 1973). – Ann Arbor, Mich:	
	Pierian Press, 1973-
	v.; 28 cm.-
	Revista trimestral
A padronização das informações contidas na descrição bibliográfica para seriados, torna intercambiáveis os registros de diferentes fontes, como os periódicos, facilita sua interpretação, independentemente de barreiras lingüísticas, e  possibilita a conversão de tais registros para formatos legíveis por máquina. Portanto, a forma da ISBD(S) torna possível ao usuário através do registro bibliográfico em linha um elo entre ele e o acervo físico. Assim, cada vez mais a representação dos itens assume papel relevante na disseminação do conhecimento.